# Tarasiwka (rejon mohylowski)
Tarasiwka (ukr. Тарасівка) – wieś na Ukrainie, w obwodzie winnickim, w rejonie mohylowskim.

## Źródła
- Rada Najwyższa Ukrainy